# Garcillán
Garcillán ist ein Ort und eine Gemeinde (municipio) mit 515 Einwohnern (Stand: 2024) in der zentralspanischen Provinz Segovia in der Autonomen Region Kastilien-León. 

## Lage und Klima
Garcillán liegt in der kastilischen Meseta in ca. 915 m Höhe ungefähr 15 Kilometer (Fahrtstrecke) westnordwestlich der Provinzhauptstadt Segovia. Das Klima ist gemäßigt bis warm; Regen (ca. 594 mm/Jahr) fällt mit Ausnahme der trockenen Sommermonate übers Jahr verteilt.

## Bevölkerungsentwicklung
| Jahr      | 1970 | 1981 | 1991 | 2001 | 2011 | 2021 |
| Einwohner | 527  | 424  | 362  | 368  | 481  | 512  |

## Sehenswürdigkeiten

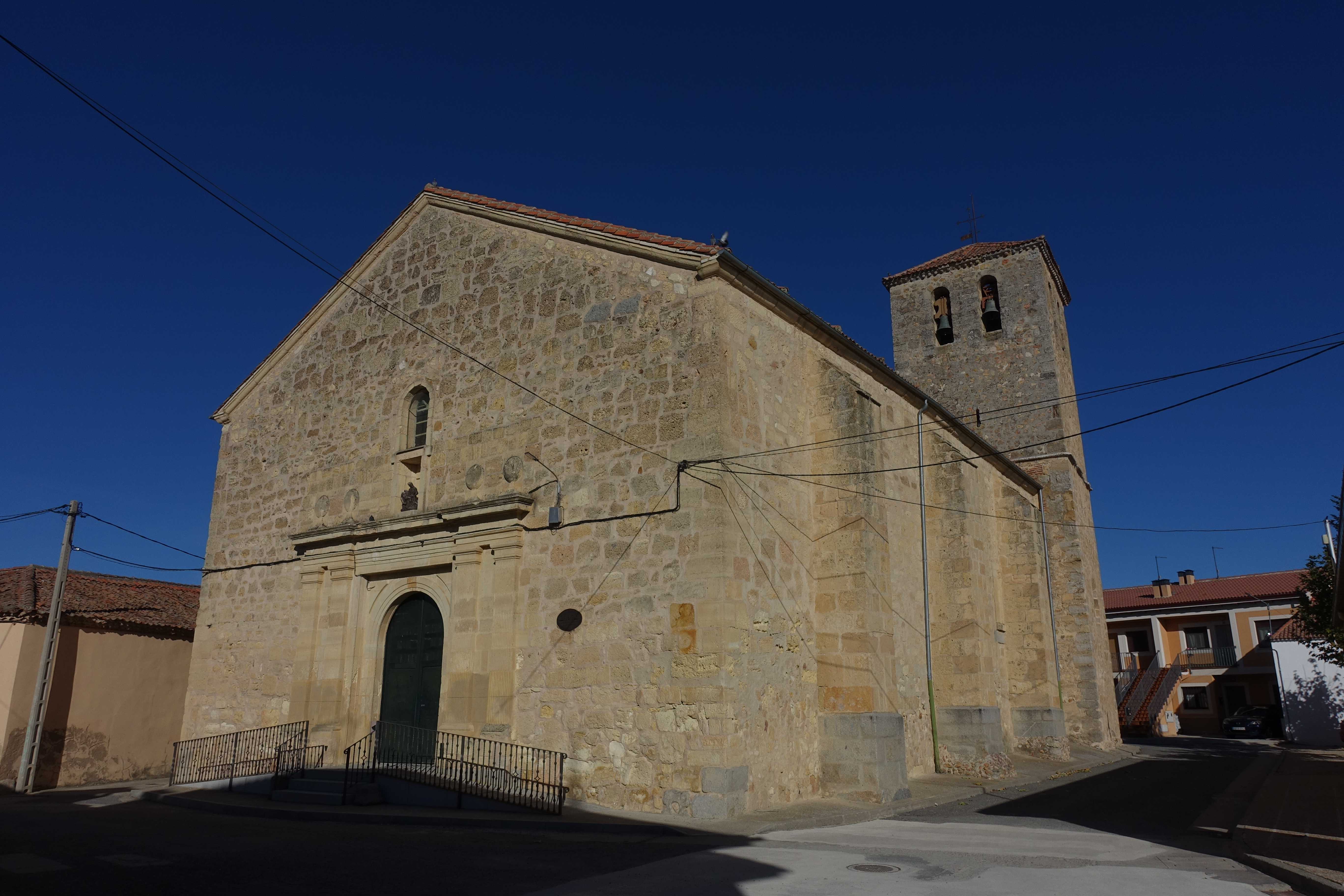
Kreuzkirche
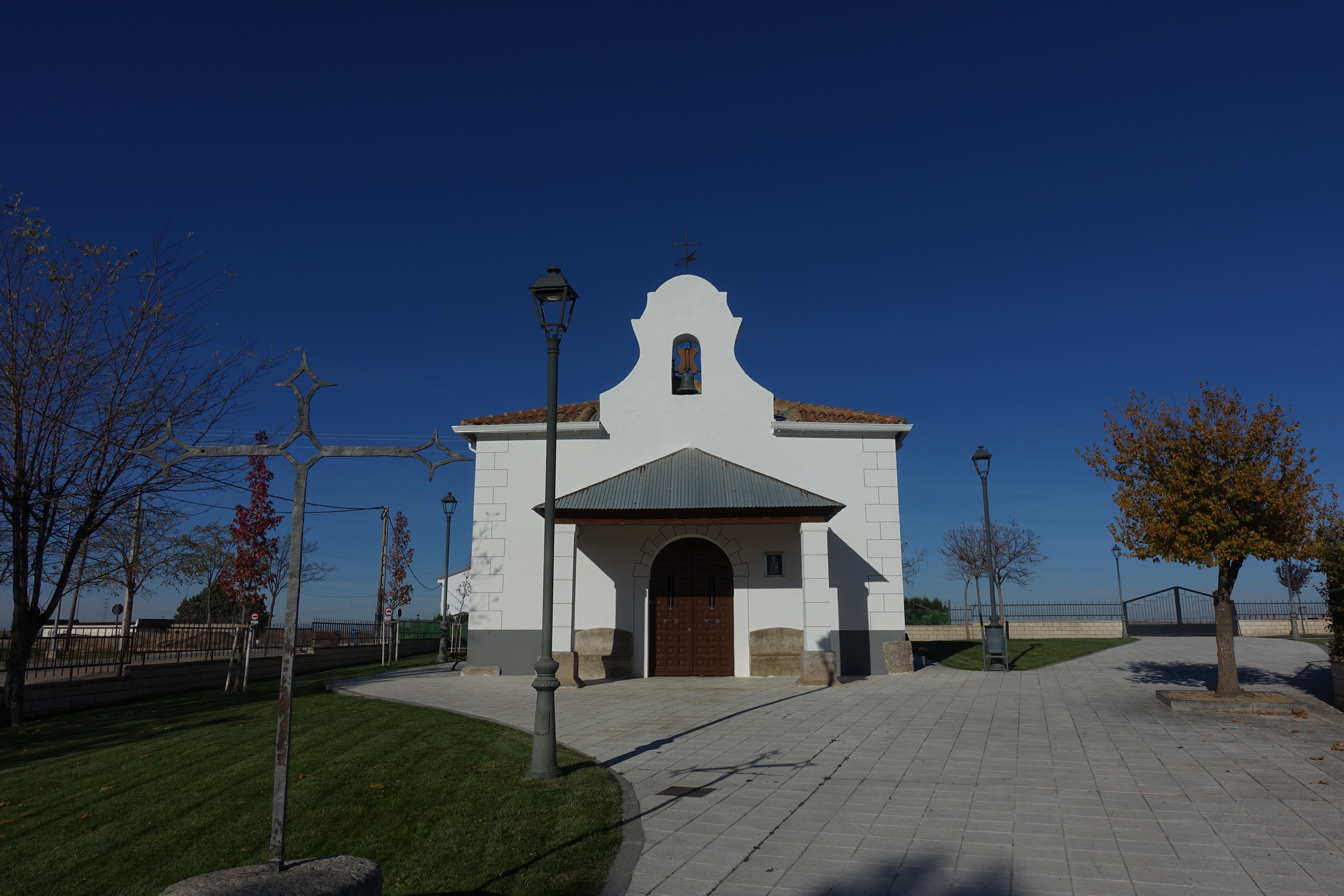
Marienkapelle
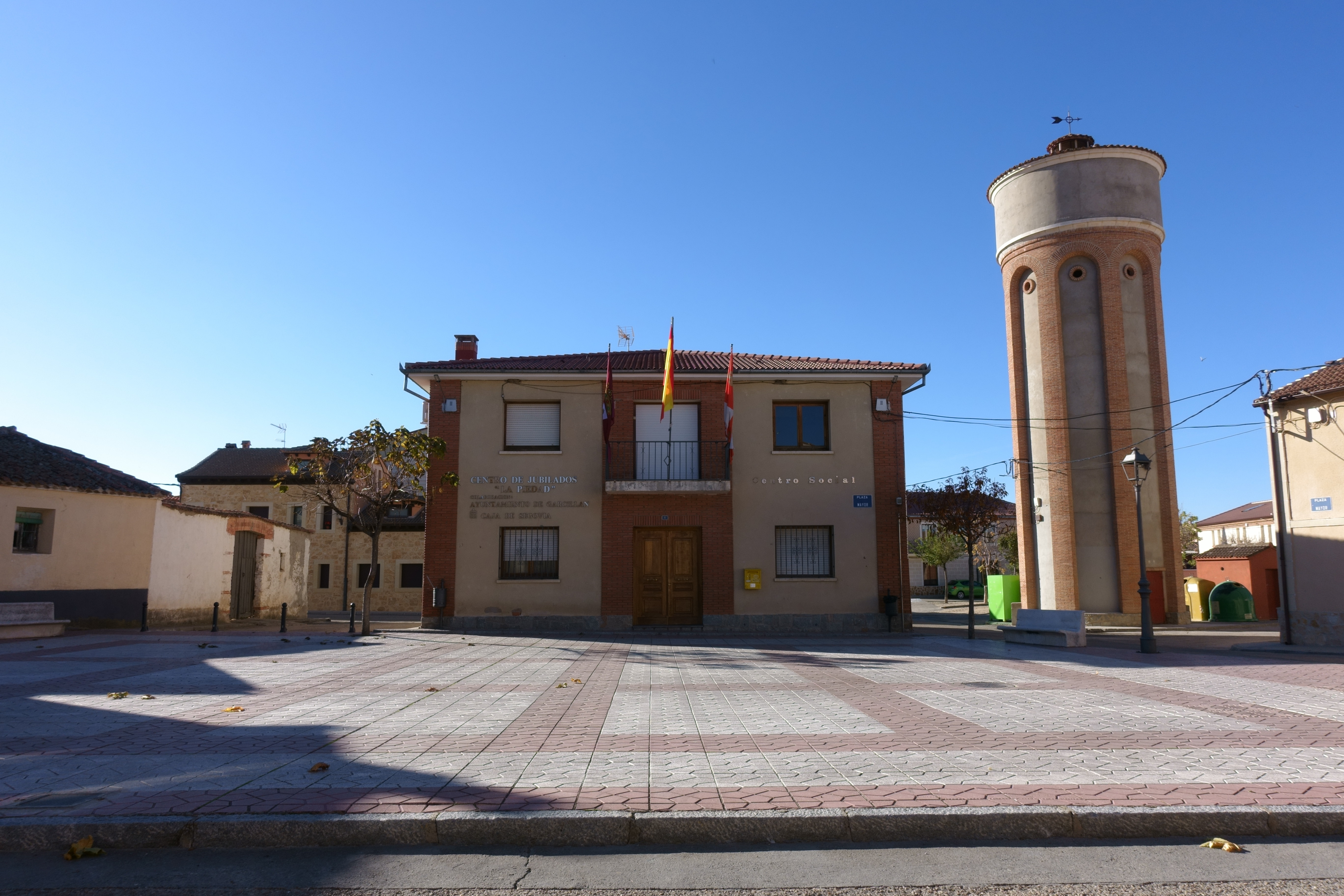
Rathaus mit Wasserturm

- Wasserturm
- Rathaus

- Kreuzkirche
- Marienkapelle
- Rathaus mit Wasserturm